# Канал Брюссель — Шарлеруа
Брюссель — Шарлеруа — судноплавний канал у Бельгії, сполучає річку Сенну біля міста Брюссель з річкою Самбр біля міста Шарлеруа. В Брюсселі канал впадає у канал Брюссель – Шельда, що з'вязує столицю країни з північним портовим містом Антверпеном. В районі комуни Сенеф в канал впадає Центральний канал.
У другій половині XX століття каналом перевозилося головним чином вугілля (близько 3/5 вантажів).

## Історія
Будівництво каналу було завершено 1832 року. У 1918 й 1967—1968 роках він був реконструйований.
Вантажообіг каналу у 1965 році становив 157 млн т/км.

## Характеристики
Різниця у висоті між містами Брюссель і Шарлеруа становить 127 м, на каналі встановлено 10 шлюзів і суднопідіймач